# Swiss Alpine Marathon

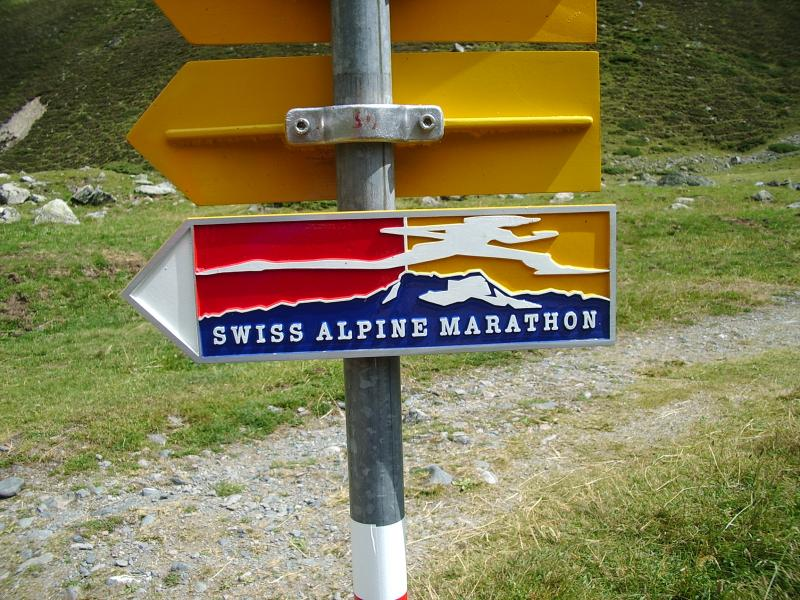
Swiss Alpine Marathon

De Swiss Alpine Marathon is een hardloopevenement in Davos in Zwitserland dat jaarlijks plaatsvindt sinds 1986. De hoofdroute is een ultramarathon (K78) van 78,5 km, daarnaast staan er twee marathons (K42, een bergmarathon en C42), een driekwartmarathon (K30, 30,0 km), een halve marathon (K21) en een kwartmarathon (K10, 10,5 km) op het programma. De halve marathon wordt ook aangeboden als wandeldiscipline (WALK, 21,1 km).